# Teatrul Mare din Varșovia
Teatrul Mare din Varșovia (în poloneză Teatr Wielki w Warszawie) sau Teatrul Mare—Opera Națională (în poloneză Teatr Wielki—Opera Narodowa) este un complex de teatru și companie de operă localizat în istorica Piață a Teatrului din Varșovia, Polonia.
Teatrul a fost inaugurat pe 24 februarie 1833, cu piesa Bărbierul din Sevilla a lui Rossini.
După bombardarea clădirii și distrugerea aproape completă în ce de-Al Doilea Război Mondial, teatrul a fost reconstruit, iar clădirea redeschisă la 19 noiembrie 1965, după ce a fost închis mai bine de douăzeci de ani.

## Istorie

### Înainte de 1833
Teatrul a fost construit pe Piața Teatrului între 1825 și 1833, înlocuind fosta clădire Marywil, de la modele clasiciste poloneze a arhitectului italian Antonio Corazzi din Livorno, pentru a oferi un nou loc de performanță pentru companiile de operă, balet și teatru activ existente în Varșovia.
Clădirea a fost remodelată de mai multe ori și, în perioada politicii eclipse poloneze din 1795-1918, a avut un rol cultural și politic important în producerea a mai  multor lucrări a compozitorilor și coregrafilor polonezi.

### Evoluția operei poloneze

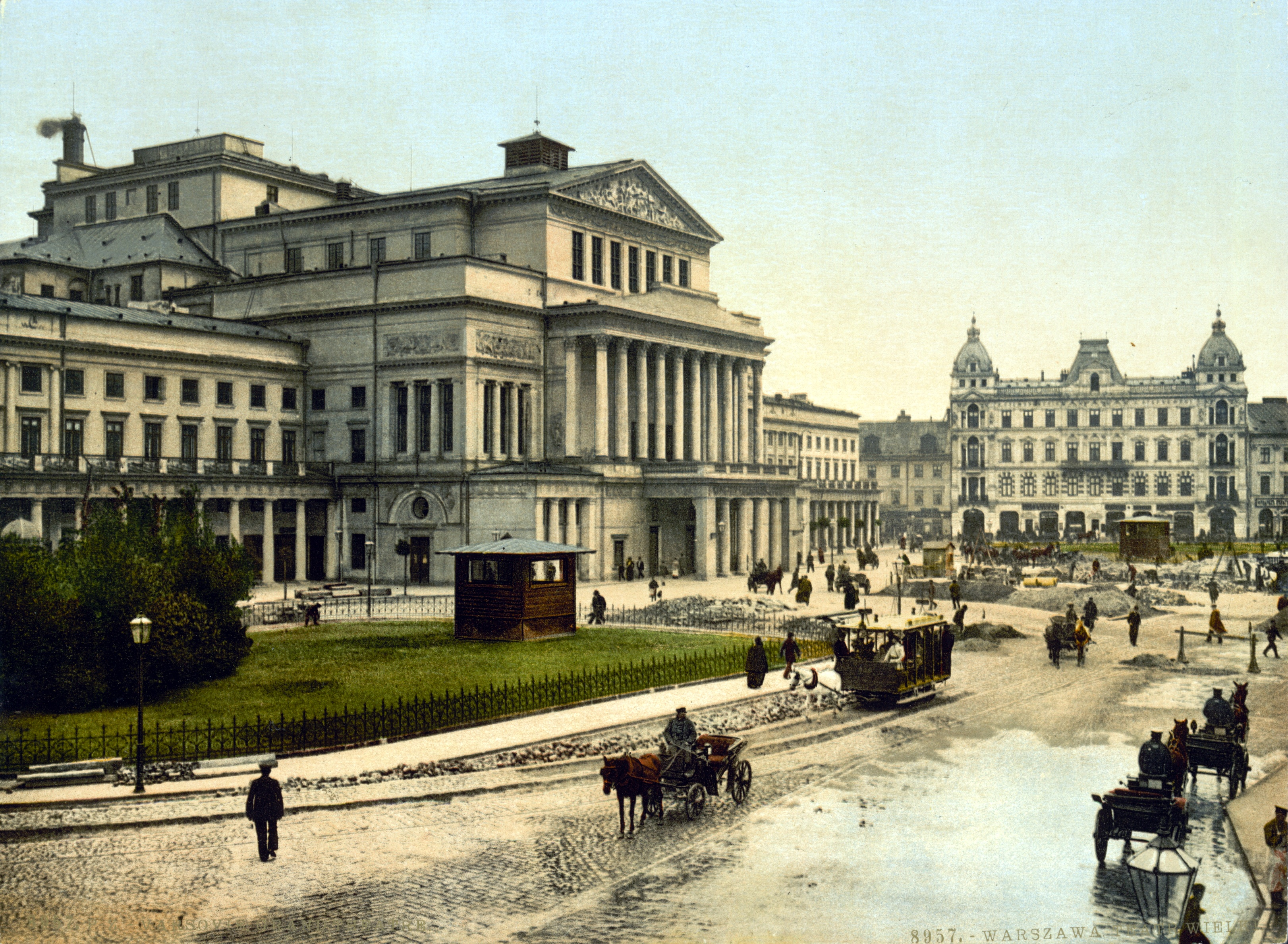
Piaţa Teatrului din Varșovia între 1890 și 1905

Acest lucru s-a avut loc într-un tratru nou când a avut loc premiera a două dintre cele mai cunoscute opere a lui Stanisław Moniuszko: versiunea completă a lui Halka (1858) și Conacul bântuit poloneză Straszny dwór (1865). După Frédéric Chopin, Moniuszko a fost cea mai mare figură din muzica poloneză a secolului XIX, și datorită muncii depuse de el, a fost directorul al Operei din Varșovia din 1858 până la moartea sa din 1872.
În timp ce a fost directorul Teatrului Mare, Moniuszko a compus Contesa, Verbum Nobile, Conacul bântuit, Paria, și multe piese care alcătuiesc 12 Cărți de cântece poloneze.
De asemenea, sub conducerea lui Moniuszko, Teatrul de Vară de lemn (1.065 de locuri), a fost construit aproape de Grădina Saxonă. Spectacole de vară s-au dat în fiecare an, de la repertoriile teatrelor Mari și Variate (Rozmaitości).
Józef Szczublewski scrie că în acest moment, chiar dacă țara a fost împărțită de existență politică de către vecinii săi, teatrul a înflorit: „baletul a stârnit admirația vizitatorilor străini; nu a existat nicio trupă de comici egală cara ar putea fi găsită între Varșovia și Paris și Modrzejewska a fost o sursă de inspirație pentru dramă.”
Teatrul a prezentat operele lui Władysław Żeleński, Ignacy Jan Paderewski, Karol Szymanowski și a altor compozitori polonezi, precum și scene de balet concepute de coregrafi ca Roman Turczynowicz, Piotr Zajlich și Feliks Parnell. În același timp, repertoriul include operă majoră mondială și balet clasic, realizată de cei mai proeminenți cântăreți și dansatori polonezi și străini. Aici de asemenea coreograful italian Virgilius Calori a compus Pan Twardowski (1874), care (în aranjamentul muzical întâi de Adolf Sonnenfeld și apoi de Ludomir Różycki) a fost ani de zile o parte din repertoriul companiei de balet.
Îm timpul asediului Varșoviei, Teatrul Mare a fost bombardat și distrus aproape complet, rămânând doar fațada clasică. În timpul Revoltei din Varșovia din 1944 germanii i-u împușcat pe civili în ruinele arse. Placa din dreapta intrării principale comemorează suferința și eroismul de victimelor fascismului.

### Restaurarea clădirii
Între 1945 și 1965, compania s-a realizat pe al te scene, în timp ce clădirea teatrului a fost restaurată și extinsă conform proiectelor lui Bogdan Pniewski, sub supravegherea lui Arnold Szyfman. Când teatru restaurat a fost deschis pentru public pe 19 noiembrie 1965, a devenit unul dintre cele mai impunătoare și bine echipate teatre din Europa. Opera Națională poloneză a fost cel mai mare teatru din lume.

### Finalizarea fațadei

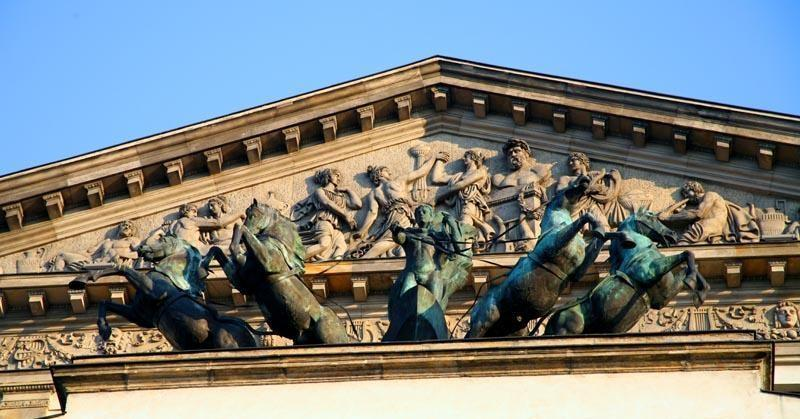
Cvadriga lui Apollo

Potrivit planurilor din 1825 a lui Antonio Corazzi, fațada de Teatrului Mare a fost prezentată cu o sculptură triumfală a lui Apollo, protectorul artelor,  conducând un car tras de patru cai. Cu toate acestea, înfrângerea în Revolta din Noiembrie a fost cauza care a dus la abandonarea ideii, iar frontonul deasupra fațadei principale a rămas gol aproape 200 de ani.
În cele din urmă, în 2002, la inițiativa directorului general de atunci a Teatrului Mare, Waldemar Dąbrowski, ideea sculpturii care a apărut cu mulți ani în urmă a fost acceptată pentru decora fațada. Noul cvadriga contemporan a fost proiectat de către profesori la Academia de Arte Frumoase din Varșovia, rectorul Adam Myjak și decan al Facultății de sculptură, Antoni Janusz Pastwa. Sculptura a fost prezentat de către președintele polonez Aleksander Kwaśniewski pe mai  2002, pentru a marca Ziua Constituției.

### Compania astăzi
170 de ani, Teatrul Mare (acum „Teatrul Mare și Opera Națională poloneză”) a fost cea mai mare instituție de balet și operă din Polonia.
- Opera: Opera Națională poloneză și Teatrul Mare își continuă tradițiile de 200 de ani, producând lucrări a compozitorilor polonezi de la Karol Kurpiński, pe la  Stanisław Moniuszko, până la Krzysztof Penderecki. Cu toate acestea, opere clasice sunt, de asemenea, bine reprezentate: repertoriul companiei include cele mai bune opere a marilor figuri de operă, atât din trecut cât și din prezent.

- Balet: Compania de Balet din Varșovia a lucrat cu mari figuri internaționale din lumea baletului, precum și cu mulți coregrafi polonezi, cum ar fi Leon Woizikovsky, Stanisław Miszczyk, Witold Gruca și Emil Wesołowski.

Teatrul Mare intenționează să inaugureze în fiecare nou sezon de operă o Gală Moniuszko în cinstea compozitorului și directorul istoric al companiei de Opera.

## Facilitățile Operei Națională
The National Opera features two auditoriums and a museum:
- Auditoriul Stanisław Moniuszko, cu 1.841 de locuri, este principalul loc de operă, balet și teatru, care rulează anual, din septembrie până în iunie/iulie.

- Auditoriul Emil Młynarski 248 de locuri.

- Muzeul Național, cazat în fostele săli de bal principale, este singurul muzeu de teatru din țară.

În fața clădirii stau două statui de Jan Szczepkowski, a lui Wojciech Bogusławski, tatăl Teatrului Național polonez și a lui Stanisław Moniuszko, tatăl Operei Naționale poloneze.

## Legături externe
- Site web oficial

## Vezi și
- Marywil
- Wojciech Bogusławski
- Stanisław Moniuszko